# Милисав Шећковић
Милисав Шећковић (22. мај 1973. Никшић, СР Црна Гора, СФР Југославија) је бивши црногорски фудбалер.
Поникао је у матичној Сутјесци за коју је наступао до 1998. године. Играо је за још неколико југословенских прволигаша а као интернационалац обрео се у Словачкој и Румунији.
Сматра се за једног од најбољих никшићких фудбалера у последњој деценији прошлог вијека. Посебно је остао упамћен као специјалиста за слободне ударце и корнере.
По окончању професионалне каријере рекреативно игра футсал за локални тим.